# Beni Yagoub
Beni Yagoub également orthographié Benyacoub est une commune de la wilaya de Djelfa en Algérie.